# スルジャン・ラキッチ
スルジャン・ラキッチ（Srđan Lakić,  1983年10月2日 - ）は、ユーゴスラビア (現：クロアチア)・ドゥブロヴニク出身の元サッカー選手。クロアチア代表だった。ポジションはフォワード。

## 経歴

### クラブ
母国クロアチアではNK GOŠKドゥブロヴニク、NKフルヴァツキ・ドラゴヴォリャツ、NKカメン・イングラードでプレーした。

#### ヘルタ・ベルリン
2006年夏、ドイツ・ブンデスリーガのヘルタ・ベルリンに移籍した。8月10日のUEFAカップ予選・FCアメリ・トビリシ戦ファーストレグで公式戦デビューし、その3日後のVfLヴォルフスブルク戦でブンデスリーガデビューした。FCアメリ・トビリシ戦セカンドレグ (2-2) では移籍後初得点も決めたが、この得点がヘルタ・ベルリンで挙げた最初で最後の得点となった。ヘルタ・ベルリンではレギュラーポジションを獲得できず、2006-07シーズンはリーグ戦11試合出場無得点に終わった。
ヘルタ・ベルリンの選手として2007-08シーズンの開幕戦に出場したが、2007年8月29日にエールディヴィジのヘラクレス・アルメロへレンタル移籍した。9月15日のアヤックス戦でデビューし、2008年1月22日のSBVエクセルシオール戦でリーグ戦初得点を挙げた。2007-08シーズンはリーグ戦28試合に出場してチーム内得点ランキング2位の7得点を挙げた。

#### 1.FCカイザースラウテルン
2008年8月6日、ツヴァイテリーガ（2部）の1.FCカイザースラウテルンと3年契約を結び、背番号9が与えられた。8月9日のDFBポカール1回戦・FCカールツァイス・イェーナ戦で公式戦デビューし、8月15日の1.FSVマインツ05戦 (3-3) でリーグデビューした。8月29日のFCインゴルシュタット04戦でリーグ戦初得点を挙げた。2008-09シーズンはリーグ戦25試合に出場して12得点を挙げた。2009-10シーズンはリーグ戦24試合に出場して7得点を挙げ、リーグ優勝とブンデスリーガ（1部）昇格に貢献した。
2010年8月21日、リーグ開幕戦の1.FCケルン戦 (3-1) で2得点を挙げ、その1週間後のバイエルン・ミュンヘン戦 (2-0) でも得点した。5-0で大勝した11月27日のシャルケ04戦、12月18日のヴェルダー・ブレーメン戦 (2-1) でも2得点を挙げ、前半戦終了までに11得点を挙げて得点ランキング上位に位置した。同シーズンはDFBポカールでもリーグ戦の好調を維持し、敗退した準々決勝までに7試合に出場して4得点を決めている。2010年8月13日の1回戦・VfLオスナブリュック戦ではロスタイムに同点弾を決めて試合を延長に持ち込み、延長ではエルヴィン・ホッファーの2得点をアシストして勝ち抜けに貢献した。10月26日の2回戦・アルミニア・ビーレフェルト戦 (3-0) では3得点すべてをひとりで挙げる活躍を見せ、2011年1月19日のベスト16・TuSコブレンツ戦 (4-1) では再びハットトリックを達成した。

#### VfLヴォルフスブルク
2011年1月27日、シーズン終了後のVfLヴォルフスブルク移籍が内定した。

#### TSG1899ホッフェンハイム
2012年1月31日にTSG1899ホッフェンハイムへ半年間の期限付き移籍をした。

#### アイントラハト・フランクフルト
2012年1月29日にアイントラハト・フランクフルトへ1年半の期限付き移籍が発表された。
デビュー戦となったハンブルガーSV戦では2ゴールを挙げた。

#### SCパーダーボルン07
2015年5月17日にSCパーダーボルン07への移籍が発表された。しかしパーダーボルンの3部降格後、自身の引退を宣言した。

### 代表
2005年、U-21クロアチア代表デビューした。2010年11月にはクロアチアA代表に初招集されたが、マルタ共和国戦では出場機会がなかった。